# Crépide des marais
Crepis paludosa
Espèce
La Crépide des marais (Crepis paludosa) est une espèce de plante à fleurs de la famille des Asteracées.
Ce sont des plantes vivaces.